# الاتحاد العام للاقتصاديين الفلسطينيين
الإتحاد العام للإقتصاديين الفلسطينيين، هو منظمة أهلية غير حكومية وإطار فلسطيني جماهيري، تأسس عام 1989، وبقرار من دائرة العمل والتنظيم الشعبي في منظمة التحرير الفلسطينية للمساهمة في أسس بناء المؤسسات الاقتصادية في فلسطين.

## الوصف
- تنظيم شعبي للإقتصاديين الاكاديميين الفلسطينيين، ومن القواعد الشعبية لمنظمة التحرير الفلسطينية.[5]

- تجميع الاكاديميين الاقتصاديين الفلسطينيين، في هيئة تدير شؤونهم والاستفادة من خبراتهم من خلال دراسات واستشارات تقدم لمنظمة التحرير الفلسطينية.

## التاريخ
- اتخذ تونس مقرا مؤقتا له، حتى العام 1994 وبعد توقيع اتفاقية أوسلو، انتقل إلى فلسطين، واتخذ مدينة رام الله مقرا له.[6]

- اسس فروعا له في كل من الكويت، العراق، ليبيا، سوريا، والجزائر.

- اصبح الاتحاد العام عضواً في اتحاد الاقتصاديين العرب عام 1990.

## النشاط
- تقديم رؤيا اقتصادية للبناء الوطني الفلسطيني.[7]

- قام الاتحاد بعقد العديد من ورشات العمل وكان اخرها ورشة عمل حول مشروع قانون انشاء بنك مركزي فلسطيني.

- شارك الاتحاد في العديد من المؤتمرات الاقليمية والدولية.

- شارك الاتحاد في تقييم الدراسة حول التنمية في فلسطين في الفترة السابقة منذ وجود السلطة الوطنية الفلسطينية.

- نشر العديد من الدراسات والابحاث المتعلقة بالاقتصاد الوطني الفلسطيني.[8]